# نقص كلوريد الدم
نقص كلوريد الدم (بالإنجليزية: Hypochloremia)‏ انخفاض مستوى الكلوريد في الدم بشكل غير طبيعي والمعدل الطبيعي هو 98 - 100 مل مكافئ / لتر. يحدث هذا الانخفاض بشكل كبير في التهاب الأمعاء، انسداد الأمعاء الحاد والقيء المستمر قصور الغدة الكظرية، الفشل الكلوي، الالتهابات الحادة، والجفاف مع استنفاد الصوديوم. نقص كلوريد الدم، ونقص بوتاسيوم الدم قلاء النتائج.
الحد الأدنى من كلوريد (CL) الاختبار هو 95 مليمول / لتر (أو 340 ملغ / دل).

## الأسباب
أسباب كلوريد منخفضة في اختبار الدم أو نقص كلوريد الدم وفقدان السوائل من الجسم لفترة طويلة من التقيؤ والإسهال والتعرق أو الحمى العالية. وقد تتضمن الأسباب أيضا الأدوية مثل: بيكربونات، القشرية، مدرات البول، وأدوية مسهلة.

## الأعراض
الاعراض تتميز بأن الناس قد تعاني من مستويات عالية جدا أو منخفضة جدا من الكلوريد في الدم لديهم. الجفاف، وفقدان السوائل، أو ارتفاع مستويات الصوديوم في الدم يمكن ملاحظة أو أشكال أخرى من فقدان السوائل، مثل الإسهال أو القيء.